# Colágeno VIII

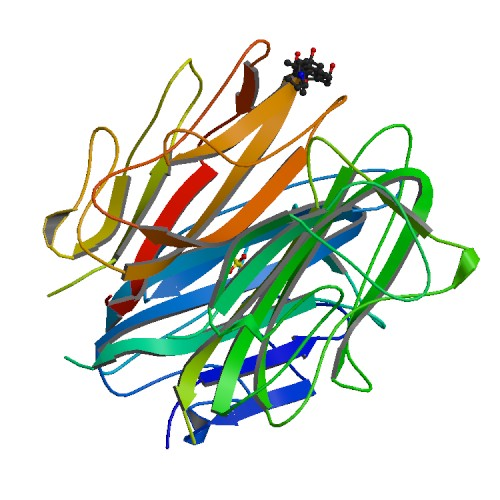
Molécula de Colágeno VIII.

El colágeno VIII es un tipo de colágeno con una considerable cantidad de hidroxiprolina que se libera por el endotelio y se distribuye ampliamente por la pared vascular. Desarrolla funciones importantes en la fisiología vascular.

## Estructura
La unidad esencial del colágeno está constituida por tres cadenas de polipéptidos que aparecen entrelazadas formando una triple hélice, constituyendo una unidad macromolecular denominada tropocolágeno.
El colágeno tipo VIII destaca por la abundancia de hidroxiprolina. 
Está formado por tres cadenas proteicas EC1, EC2, EC3 y por secuencias no colagénicas. Cada cadena tiene una región larga carboxiterminal (NC1) y una región corta aminoterminal (NC2), ambas sin estructura de triple hélice.
Su propiedad de ensamblarse en forma supramolecular es común al colágeno tipo X.

## Síntesis
Este tipo de colágeno es producido por las células endoteliales y se secreta en el espacio subendotelial. La información de distintos estudios sugiere que la producción endotelial de colágeno tipo VIII es más marcada durante los primeros pasos del proceso aterogénico.
Sin embargo, la síntesis de colágeno tipo VIII no se limita al endotelio ya que también es producido por las capas media y adventicia y por la íntima de las placas de ateroma lo cual sugiere su producción por parte de las células de músculo liso vascular. Los hallazgos además sugieren que este colágeno podría ser un componente constitutivo de las células contráctiles en arterias maduras normales.
También es producido por monocitos y macrófagos.
Por lo tanto, la producción de este tipo de colágeno se atribuye a tres tipos celulares: las células endoteliales, las células de músculo liso y los monocitos y macrófagos; lo que apunta a un papel crucial en la fisiología vascular.

## Funciones
El colágeno tipo VIII desarrolla una serie de funciones:
- Tiene esencialmente una función antitrombótica.
- Es un componente de la matriz subendotelial y constituye, junto con el endotelio, una barrera entre la sangre y la túnica media.
- Participa en la diferenciación y organización del endotelio y en la angiogénesis. Probablemente intervenga de forma esencial en el remodelamiento estructural y funcional de la íntima de reciente crecimiento.
- Interviene en la migración y adhesión focal. La adhesión y migración de las células musculares arteriales hacia el colágeno están mediadas por diferentes tipos de receptores de integrinas. De hecho, la unión y la migración se bloquean en presencia de anticuerpos antiß1 integrina. Después de la adhesión al colágeno tipo VIII, las células musculares de la íntima aumentan la producción de metaloproteinasas, MMP2 y MMP9.
- Participa también en diversos procesos patológicos, especialmente del infarto de miocardio y en la aterogénesis.